# Oettingen (famiglia)
Oettingen (o Öttingen) è il cognome di un'antica famiglia nobile della Franconia, in Germania, che trae le proprie origini attorno alla città di Riesgau. Dal 1147 ottenne il titolo di conte di Oettingen.

## Storia

### I primi conti di Oettingen
La famiglia di Oettingen deriverebbe la propria discendenza da Federico (fl. 987) il cui padre, Sigeardo V della stirpe dei Sigeardingi è documentato come ancora vivente nel 1007; essi sono gli ascendenti degli Hohenstaufen. In realtà questi antenati sono incerti nei collegamenti con la progenie successiva, mentre il primo accertato sembrerebbe a tutti gli effetti Ludovico I che nel 1147 è indicato come primo conte di Oettingen.
Come la famiglia della contea di Reuss, anche gli Oettingen avevano l'abitudine di chiamare i membri maschi della propria famiglia con dei Leitname (in particolare Ludovico) la cui numerazione variava in base alla nascita. La particolarità riguarda proprio i numeri di successione perché essi non erano dati al solo primogenito della famiglia, ma anche a tutti gli altri figli.

### La divisione della casata
Tra il XII ed il XIV secolo, la famiglia espanse notevolmente i propri domini nella parte orientale della Svevia, arrivando anche a comprendere la città di Nördlingen, nell'odierna Baviera. Alla mediatizzazione del Sacro Romano Impero nel 1806, l'area di territori ascrivibili alla famiglia Oettingen copriva circa 850 km² e contava circa 60.000 abitanti.
A metà del Quattrocento, la casata si divise in:
- Oettingen, che proseguì col titolo comitale
- Oettingen-Flochberg, che acquisì titolo comitale ma si estinse nel 1548

Nel bel mezzo delle guerre di religione, la casata si divise nel 1522 in due rami, entrambi incentrati sulla signoria di Oettingen con titolo comitale:
- Oettingen-Oettingen, di fede protestante, con 7/12 del feudo (estinta nel 1731)
- Oettingen-Wallerstein, di fede cattolica, con 5/12 del feudo

La linea di Oettingen-Wallerstein a sua volta si divise poi in tre linee:
- Oettingen-Spielberg, elevata al rango principesco nel 1734, ricevette nel 1731 i territori dell'estinta casa di Oettingen-Oettingen pari a 1/3 delle loro proprietà tra cui il castello di Oettingen, quello di Spielberg (dal 1363) e quello di Hirschbrunn.
- Oettingen-Wallerstein, elevata al rango principesco nel 1774, ricevette nel 1731 i territori dell'estinta casa di Oettingen-Oettingen pari a 2/3 delle loro proprietà tra cui l'abbazia di Dagstuhl (oggi Wadern nel Saarland) ed i castelli di Wallerstein, Baldern, Hohenaltheim e Harburg.
- Oettingen-Baldern, estinta nel 1798, avente per proprietà il castello di Baldern e quello di Katzenstein; alla sua estinzione i beni vennero radunati dalla linea di Oettingen-Wallerstein.

## Personaggi notabili

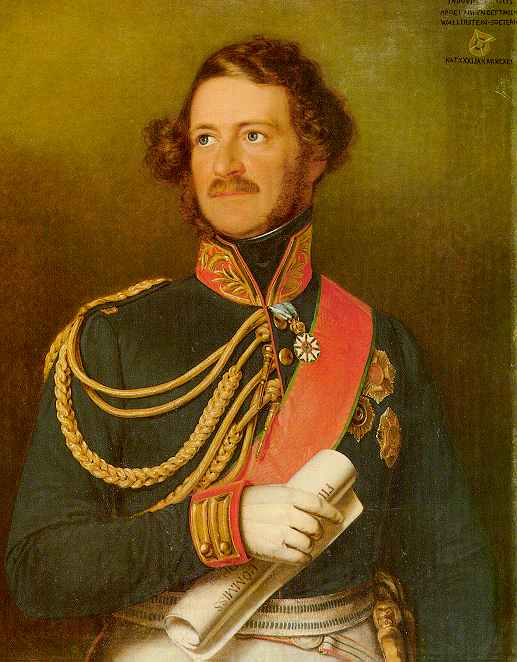
Ludovico di Oettingen-Wallerstein (1791–1870), ministro dell'interno e degli esteri della Baviera nel XIX secolo

- Siegfried von Oettingen, vescovo di Bamberga nel 1237
- Gutta von Oettingen (1302–1329), figlia di re Alberto I d'Asburgo
- Irmengard von Oettingen (1304–1389), contessa palatina del Reno, moglie di Adolfo del Palatinato, poi entrata nell'ordine dei Domenicani
- Federico IV di Oettingen, vescovo di Eichstätt (1383–1415)
- Ludovico XI di Oettingen († 1440)
- Elisabeth von Oettingen, detta anche Elisabeth von Leuchtenberg, († 1406), sorella del vescovo già menzionato
- Wolfgang I di Oettingen (1455–1522), conte
- Friedrich von Oettingen, vescovo di Passavia (1485–1490)
- Magdalena von Oettingen (1473–1525), moglie del conte Ullrich VII von Montfort, dal 1520 reggente di Tettnang
- Maria Maddalena di Oettingen-Baldern (1619–1688), seconda moglie del margravio Guglielmo I di Baden-Baden
- Goffredo di Oettingen-Oettingen (1569–1595), fratello minore di Ludovico ed Alberto.[1]
- Maria Dorotea Sofia di Oettingen-Oettingen (1639–1698), principessa di Oettingen-Oettingen e per matrimonio duchessa di Württemberg
- Cristina Luisa di Oettingen-Oettingen (1671–1747), principessa di Oettingen-Oettingen e per matrimonio duchessa di Braunschweig-Wolfenbüttel e principessa di Blankenburg
- Maria Anna di Oettingen-Spielberg (1693–1729), principessa del Liechtenstein
- Ludovico III di Oettingen-Spielberg (1788–1855)
- Ludovico di Oettingen-Wallerstein (1791–1870), uomo di stato
- Franz Ludwig zu Oettingen-Wallerstein (1795–1813), morto nella battaglia di Hanau[2]
- Ottone di Oettingen-Spielberg (1815–1882), politico
- Eugenio di Oettingen-Wallerstein (1885–1969), politico
- Gabriele Oettingen (* 1953), biologo e psicologo

## Residenze e castelli

### Oettingen-Spielberg

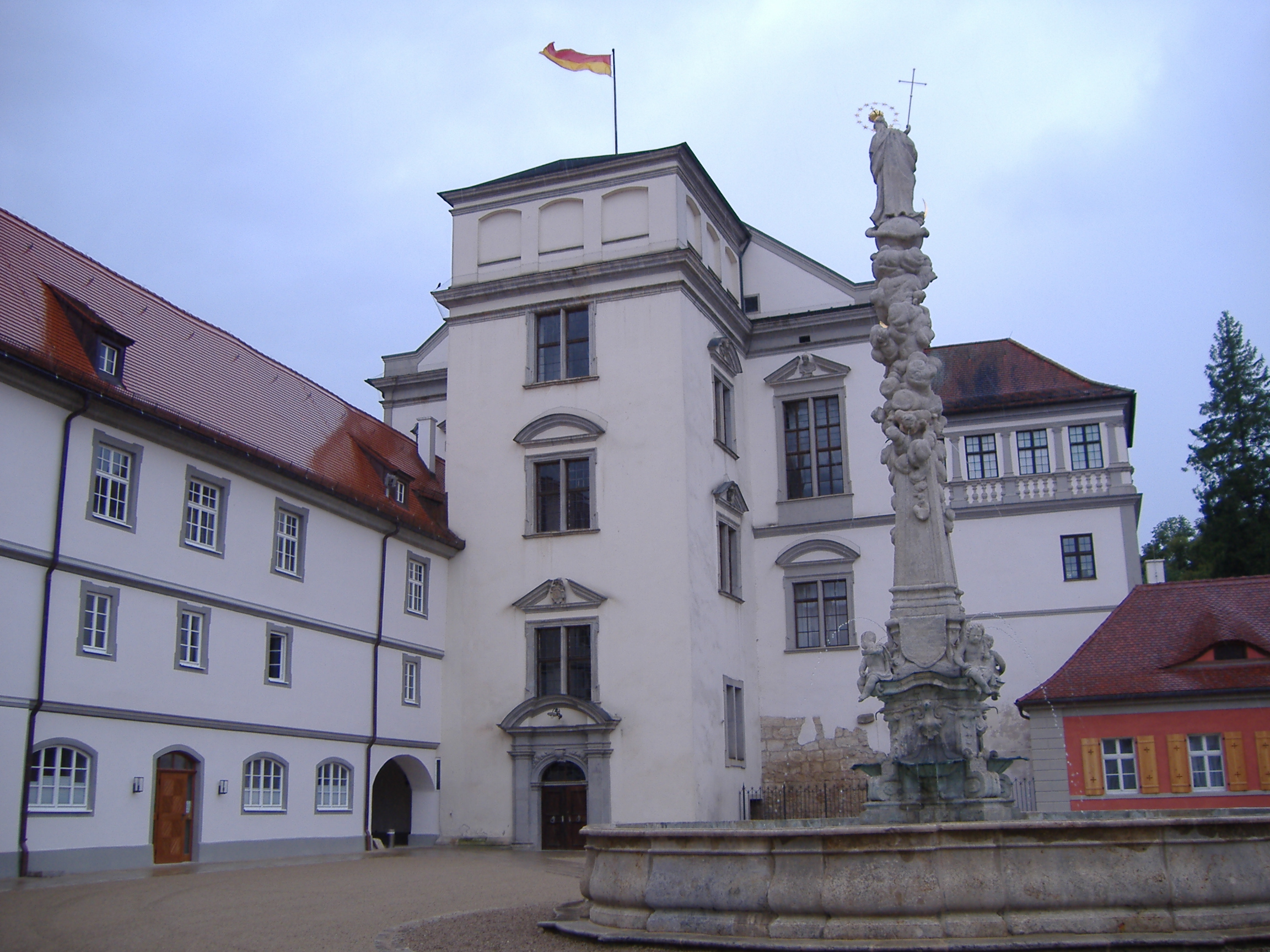
Castello di Oettingen
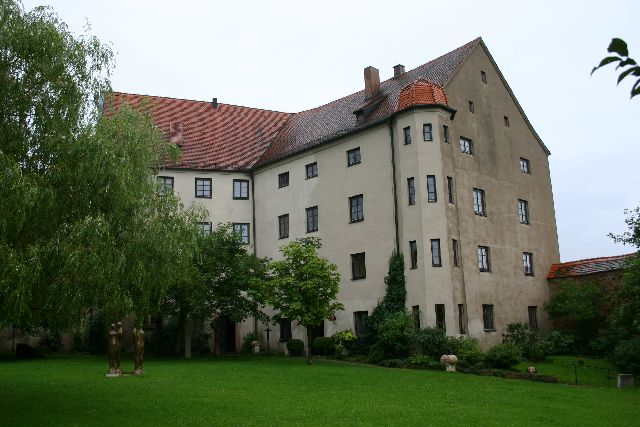
Castello di Spielberg (Gnotzheim)
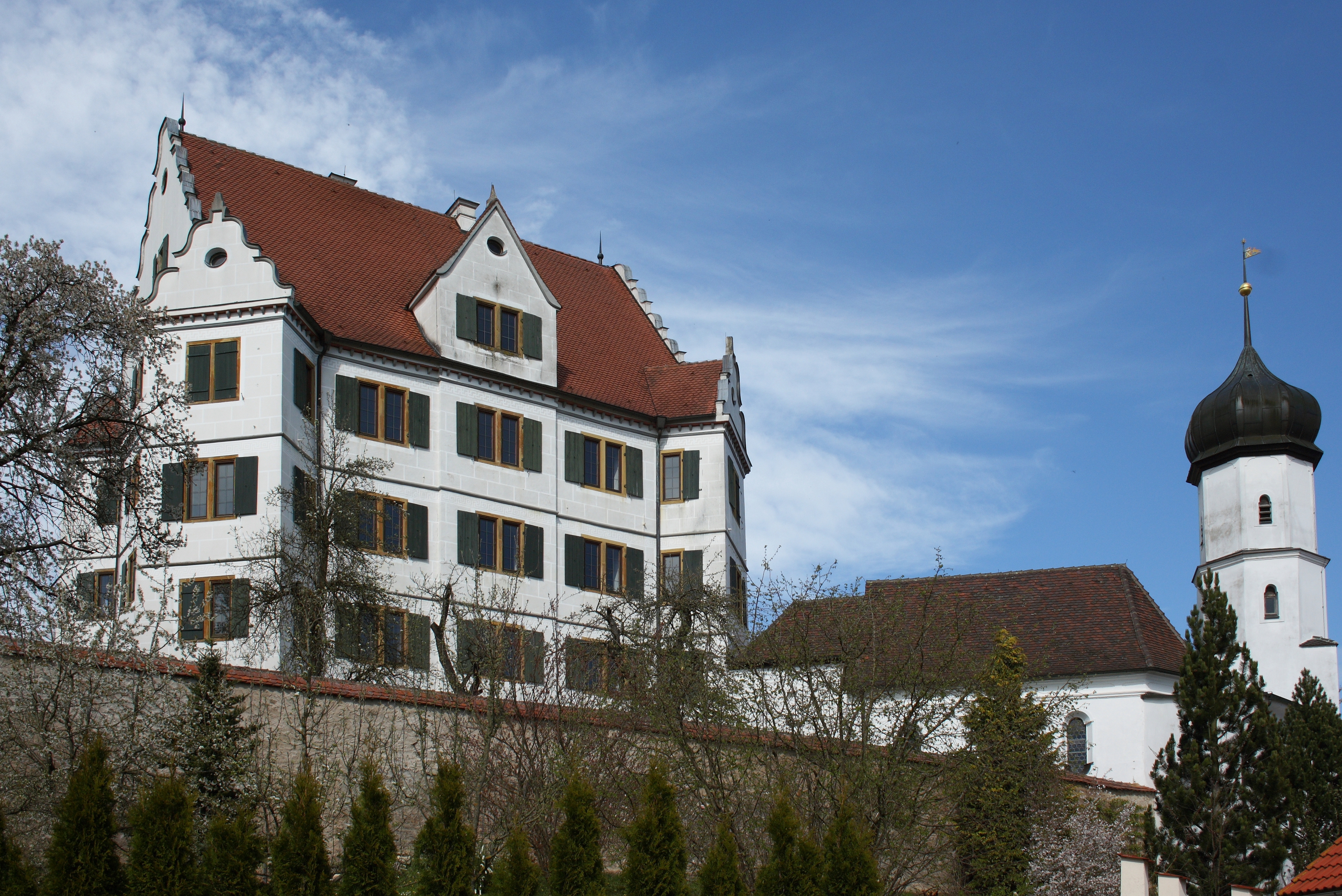
Castello di Hirschbrunn

### Oettingen-Wallerstein

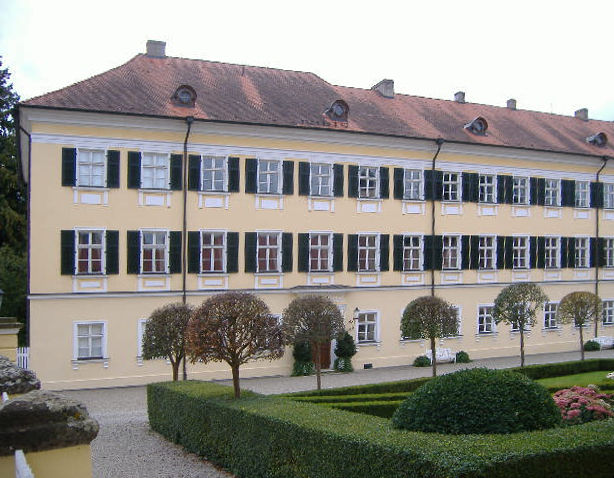
Castello di Wallerstein
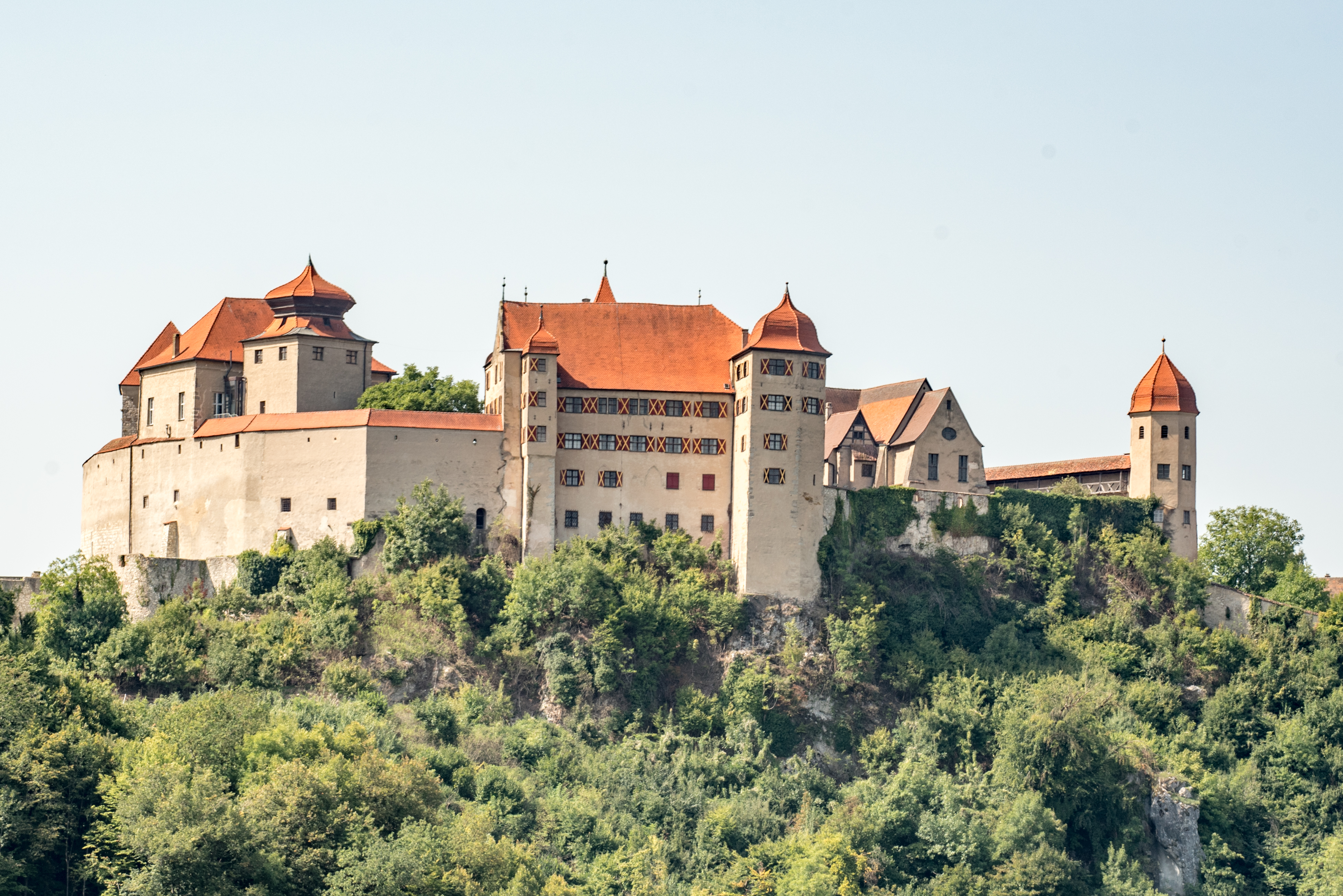
Castello di Harburg
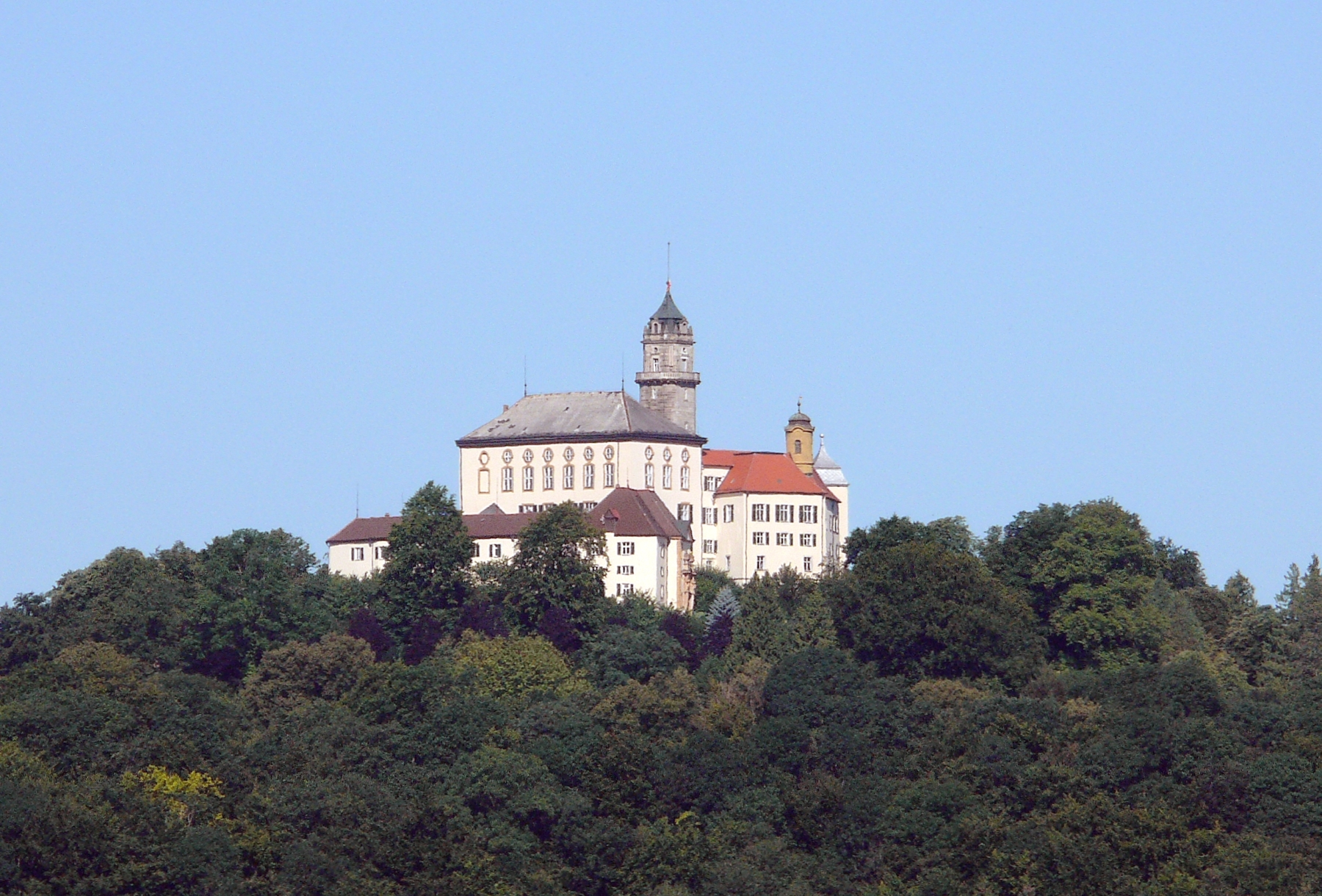
Castello di Baldern
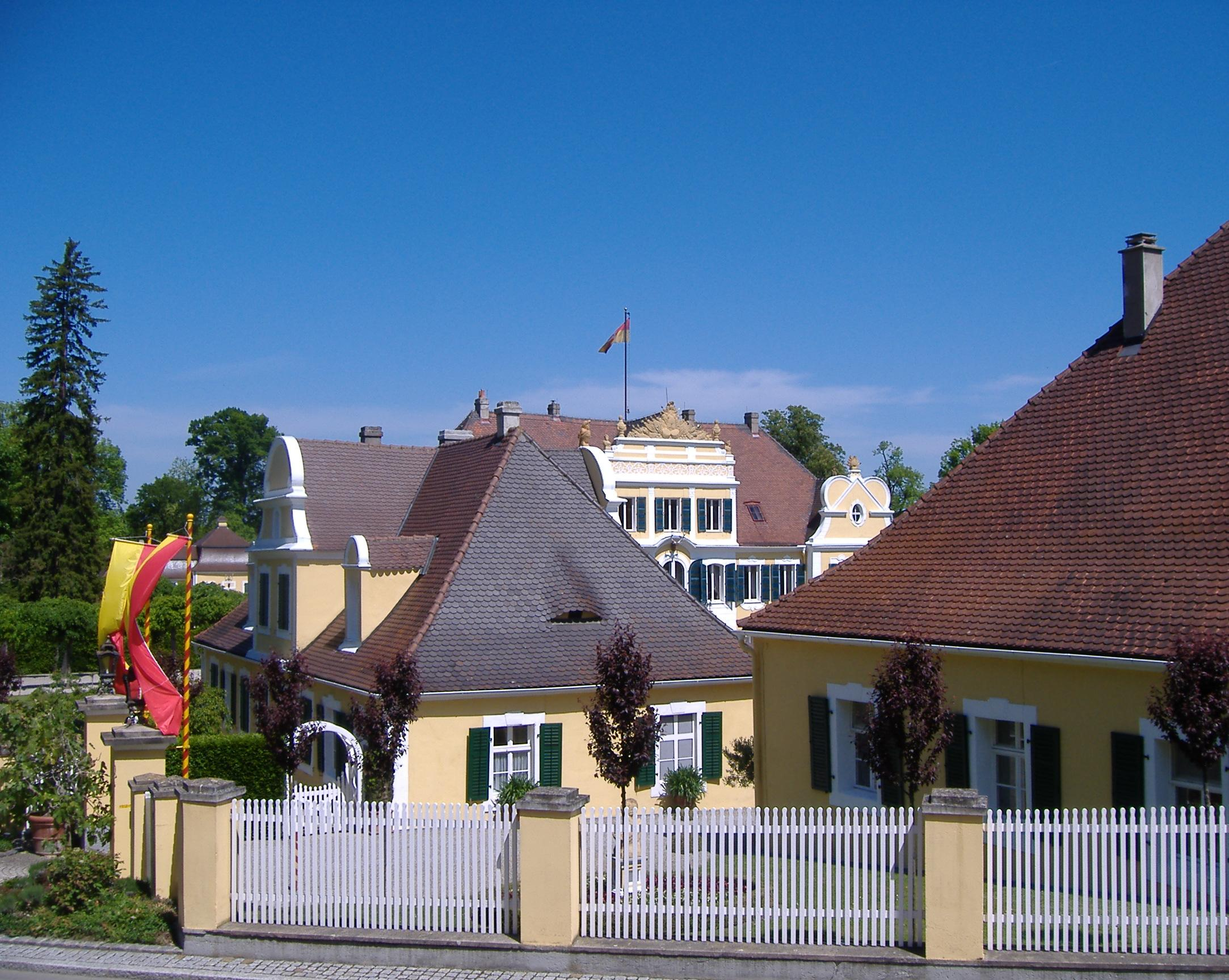
Castello di Hohenaltheim